# Harry van Rappard
Hendrik Mattheas Michaël (Harry) ridder van Rappard (Probolinggo, Nederlands Oost-Indië, 12 december 1897 – Slidell, Louisiana, november 1982) was een Nederlandse atleet, die zich had gespecialiseerd in de sprintnummers.

## Loopbaan
Van Rappard vertegenwoordigde Nederland tijdens de Olympische Spelen van 1920 in Antwerpen. Hij kwam onder meer uit op de 4 x 100 m estafette, samen met Jan de Vries, Albert Heijnneman en Cor Wezepoel. De ploeg werd in de tweede serie met een tijd van circa 43,7 s uitgeschakeld. Daarnaast was Van Rappard ook ingeschreven voor de 100 en 200 m individueel. Op beide nummers overleefde hij de series niet. Ook zijn broer Oscar van Rappard kwam uit op de Olympische Spelen. In 1920 als atleet en voetballer (waarmee hij een bronzen medaille won) en in 1924 als atleet.
Harry van Rappard werd eenmaal Nederlands kampioen op de 200 m.
Van Rappard voetbalde ook bij HBS en samen met zijn broer Oscar maakte hij zich sterk voor een aparte atletiektak binnen of naast HBS. Dit leidde uiteindelijk tot de oprichting in 1913 van VenL (Vlug en Lenig) (in 1991 gefuseerd tot Haag Atletiek).
Zijn broer Ernst was later een bekend nationaalsocialist en SS-lid.

## Nederlandse kampioenschappen
| Onderdeel | Jaar |
| --------- | ---- |
| 200 m     | 1921 |

## Persoonlijke records
| Onderdeel | Prestatie | Jaar |
| --------- | --------- | ---- |
| 100 m     | 10,8 s    | 1921 |
| 200 m     | 23,0 s    | 1923 |